# Vang Csang-ling
Vang Csang-ling (王昌龄, pinjin: Wáng Chānglíng) (698–756) , kínai költő volt a Tang-dinasztia korában.
Ötletes és tehetséges költő volt, kortársai nagyra értékelték, később azonban feledésbe merült.
Születési helye bizonytalan, egyes források szerint  a Shanxi tartománybeli Taiyuanból származott, mások szerint a modern Nanking melletti Jiangning volt a szülővárosa.
A versenyvizsga sikeres letétele után császári tisztviselő lett, többek között Sishui (汜水尉) megyében, Honan (Henan) tartományban. Élete vége felé Jiangning megyében volt vezető tisztviselő. Legismertebb versei a Kína nyugati határain dúló csatákról szóltak. Kortársa volt valószínűleg a Tang-dinasztia Xuanzong császárának.
Faludy György több versét lefordította (A császári hárem romjai; A szomorúfűz gyászt hoz), de nevét Uang Csáng-ling formában szerepelteti.